# 이적 표현물
이적 표현물(利敵表現物)은 대한민국 국가보안법 제7조 5항에 의해 반국가단체나 그 구성원을 돕기 위한 문서나 도화를 말하며, 이를 제작ㆍ수입ㆍ복사ㆍ소지ㆍ운반ㆍ반포ㆍ판매 또는 취득하는 경우 처벌을 받게 된다.

## 판단 기준
국가보안법상 이적 표현물로 성립되기 위해선, 그 표현물의 내용이 국가보안법의 보호법익인 대한민국의 존립·안정과 자유민주주의 체제를 위협하는 반사회적인 것이어야 하고, 표현물에 이와 같은 이적성이 있는지 여부는 표현물의 전체적인 내용뿐만 아니라 그 작성의 동기는 물론 표현행위 자체의 태양 및 외부와의 관련사항, 표현행위 당시의 정황 등 모든 사정을 종합하여 결정하여야 한다.

## 인정 사례
- 유인물: "주체사상에 대하여", "우리당의 주체사상과 공화국정부의 대내외 정책의 몇가지 문제점에 대하여", "현대 제국주의를 잘 알아야 필승불패"

이 사건 '울산대학교 혁신위원회'가 국가보안법 제7조 제3항 소정의 이적단체임은 당원이 누차 밝혀 온 바이고... 대한민국의 존립·안정과 자유민주주의 체제를 위협하는 적극적이고 공격적인 것이어서 그 이적성을 인정하기에도 충분한바, 같은 취지의 원심의 사실인정 및 판단은 정당하고, 거기에 채증법칙 위배 또는 국가보안법 제7조 제5항, 제1항에 관한 법리오해의 잘못이 있다고 할 수 없다.— 대법원 2001. 2. 23. 선고 99도5117 판결

- 유인물: "95년 제6차 범민족대회를 위하여. 국가보안법 철폐를 위한 특별결의", "북경회담의 합의내용을 받아 안아 8·15 민족공동행사와 제6차 범민족대회를 기필코 성사시켜 내자", "민족통일의 올바른 방안에 대하여", "조국의 평화와 자주통일을 위한 제6차 범민족대회신문 제1호"

제반 사정을 종합하여 보면 위 유인물 또한 반국가단체인 북한 공산집단의 활동에 동조하는 적극적이고 공격적인 표현물이라고 봄이 상당하므로, 원심이 피고인들의 위 각 유인물의 제작, 취득, 반포 등의 행위를국가보안법 제7조 제5항,제1항에 위반된다고 판단한 조치는 옳고, 거기에 헌법을 위반하거나 국가보안법의 법리를 오해한 잘못이 없다.— 대법원 1997. 2. 28. 선고 96도1817 판결

## 부정 사례
- 도서: 힘찬 우리 역사 제2권

1945년 해방 이후부터 1948년 대한민국 수립을 거쳐 1949년 여름까지 한반도에서 일어났던 주요 정치적인 사건들을 연대순으로 기술한 한국 현대사에 관한 역사서인 '힘찬 우리 역사 제2권'을 이적표현물로 볼 수 없다고 한 사례— 대법원 2002. 2. 22. 선고 2000도1632 판결

- 비디오물: 레드헌트

4·3 제주사건의 발단과 역사적 배경, 그 전개과정과 피해 정도, 그 진상규명과 역사적 의미를 교수, 제주지방사 연구가 및 사건 당시의 체험자들의 견해와 증언, 신문기사 및 미군정청보고서 등 자료를 중심으로 다큐멘터리 형식으로 제작한 비디오물인 '레드헌트'가 이적표현물에 해당하지 않는다고 한 사례— 대법원 2001. 3. 9. 선고 99도4777 판결

- 도서: 청년이 서야 조국이 산다

구체적 내용의 사실적시도 없이 만연히 이를 이적표현물로 인정한 원심판결은 결국 이적표현물에 대한 법리를 오해하였거나 심리를 제대로 하지 않음으로 인하여 사실을 잘못 인정한 위법을 저질렀다 할 것이고, 이러한 위법은 판결에 영향을 미쳤음이 분명하다고 할 것이다.— 대법원 1999. 10. 8. 선고 99도2437 판결

## 이적표현물 상습유포 실태
조선민주주의인민공화국 및 이적세력들은 인터넷 공간을 '대한민국 당국이 통제할 수 없는 사실상의 국가보안법 해방구'로 규정하고 국내 인터넷 공간에서 상습적으로 조선민주주의인민공화국 선전사이트의 게시물을 그대로 전재하거나 대한민국 자유 민주체제를 부정하는 이적 표현물을 게재하고 있다.

### 조선민주주의인민공화국의 유포 양상
조선민주주의인민공화국이 대남(對南) 심리전을 위해 인터넷 공간에 댓글을 다는 댓글팀 200여명을 운영 중이며 정찰국 산하에서 3000여명의 사이버전(戰) 전문 인력을 활용해 체계적인 대남 심리전과 사이버 테러를 자행하고 있다고 한다. 통일전선부와 정찰총국 등 대남공작기구에 이른바‘댓글팀’을 신설, 이들 부서에 200명이 넘는 ‘댓글 전문 요원’이 남한에서 불법적으로 입수한 개인 정보를 이용해 국내 유명 포털 사이트 카페 등에 가입, 조직적으로 활동 중인 것으로 알려졌다.
조선민주주의인민공화국은 국내 인터넷 공간에 이어 최근 심리전의 활동 반경을 트위터, 유튜브, 페이스북 등 소셜네트워크서비스(SNS)로 넓히고 있다고 한다. 이를 위해 대남 선전 웹사이트인 '우리민족끼리'(uriminzokkiri.com)는 2011.11.15부터 자체 기사에 소셜네트워크서비스(SNS) 공유 기능을 추가했다.
또한, 유튜브에도 대남선전 전용 채널을 만들어 대남 심리전에 활용하고 있다. 2010년 7월 개설한 우리민족끼리(uriminzokkiri) 유튜브 계정에는 지금까지 7천여개 이상의 동영상이 수록되어 있는 상태다. 이중에는 '난 유신을 사랑해'(ㅂㄱㅎ 지음)라는 제목의 박근혜 대통령 비방내용이나 ‘3일 만에 끌날 단기속결전’이라는 제목으로 대남 도발시 구체적인 일별 시나리오까지 제시하는 동영상도 포함되어 있다.

### 국내외 이적세력의 유포 양상
조선민주주의인민공화국 선전사이트나 우리민족끼리 유트브 계정은 해외 이적사이트이기 때문에 국내에서 접속하는 것은 차단된 상태이다. 그럼에도 불구하고 조선민주주의인민공화국을 추종하는 국내외 이적세력들이 IP 우회프로그램을 활용하여 조선민주주의인민공화국 선전사이트에 우회접속하여 선전게시물을 퍼 나르면서 댓글까지 달아 확대재생산한다.
그렇게 해서 조선민주주의인민공화국과 친북종북주의자들은 거짓을 기존사실로 둔갑시켜간다. 천안함 사건이 터졌을 때 북한과 친북종북세력이 ‘장군 멍군’ 식으로 주고받기를 하며 허위사실을 유포시켰던 사례가 대표적이다.
경찰청 자료에 따르면 최근 3년여 동안 모두 17만여건의 인터넷 게시물이 친북 또는 종북 게시물로 분류돼 삭제된 것으로 집계됐다. 하루 평균 143건의 친북·종북 성향 게시물이 게시돼 적발된 것이다.
또한, 최근에는 북한이 제작한 김정은 체제 찬양이나 대남비방 동영상까지 국내 포털에 유입되는 사례가 발생하고 있다. 예를 들면 다음TV팟 등에서 "조선로동당"이나 "조선인민", "피바다" "모란봉 악단" 등으로 검색 시 북한이 제작한 김정은 체제 찬양이나 반정부 선동 동영상을 모아놓은 계정들을 쉽게 찾을 수 있다.

### 폐해상
조선민주주의인민공화국 사이버 요원 1명이 선동글을 게재하면 국내 핵심 추종세력 9명이 이를 실시간 퍼나르고 90명의 일반 네티즌이 이 내용을 본다는 ‘1대 9대 90의 법칙’에 따라 사이버 공간 내 유언비어는 급속히 확산될 수 있다.

### 관련 법규
1. 국가보안법 제7조(찬양·고무등): 반국가단체나 그 구성원 또는 그 지령을 받은 자의 활동을 찬양·고무·선전 또는 이에 동조하는 문서·도화 기타의 표현물을 제작·수입·복사·소지·운반·반포·판매 또는 취득한 자는 그 각항에 정한 형에 처한다.
2. 정보통신망 이용촉진 및 정보보호 등에 관한 법률 제44조의7(불법정보의 유통금지 등):「국가보안법」에서 금지하는 행위를 수행하는 내용의 정보 등 최근에는 국내 수사기관의 추적을 회피하기 위해 해외 IP를 경유하여 국내 인터넷 공간에 게시물을 올리거나 트위터, 페이스북 등 해외 사이트에 유포하는 경우가 늘어나고 있어 단속에 어려움이 있다.
특히, 트위터, 페이스북, 유튜브 등 해외 SNS서비스는 일반적인 웹이 아닌 보안 웹서비스를 사용하고 있어 이적성향의 계정에 대한 국내 접속차단이 불가능한 상태이다. 조선민주주의인민공화국은 중국 선양에 있는 통전부의 사이버 거점에서만 SNS에 1만4000여 건의 게시물을 유포했다. 트위터(4400여 건)·유튜브(4500여 건)·페이스북(3000여 건) 등은 물론 야후의 온라인 사진 공유 커뮤니티인 플리커에도 사진 2100여 건을 올렸다고 한다.
다만, 박정근 사건에서 대법원은 게시자 본인이 이적 행위의 목적성을 가지고 이적표현물을 게시·공유한 것이 아니라면 해당 행위의 이적성을 인정할 수 없다고 판시하였다.

## 같이 보기
- 대한민국의 이적 단체
- 국가보안법
- 대한민국의 불온서적